# Paul Stech
Paul Stech (* 17. Dezember 1892 in Merseburg; † 30. September 1956 in Rammsee) war ein deutscher Verwaltungsbeamter und Politiker (SPD).

## Leben und Beruf
Nach dem Schulbesuch absolvierte Stech eine kaufmännische Ausbildung und engagierte sich in der Gewerkschaft. Er leistete ab dem Jahr 1912 Wehrdienst, nahm von 1914 bis 1918 als Soldat am Ersten Weltkrieg teil und wurde im Jahr 1919 aus der Reichswehr entlassen. Anschließend war er bis 1933 in der Kriegsopferfürsorge beschäftigt.
Nach dem Zweiten Weltkrieg siedelte Stech als Heimatvertriebener von Königsberg nach Westdeutschland über und ließ sich in Schleswig-Holstein nieder. Er war 1945/46 Flüchtlingsreferent im Ministerium für Aufbau und Umsiedlung des Landes Schleswig-Holstein, leitete seit 1946 das dortige Landesflüchtlingsamt und wurde zum Regierungsrat ernannt. 1948 übernahm er den Vorsitz der Arbeitsgemeinschaft Ostdeutscher Hilfsgemeinschaften in Kiel. Außerdem war er seit 1949 Vorsitzender der Landesarbeitsgemeinschaft der Ostvertriebenen in Schleswig-Holstein.

## Politik
Stech war in den Jahren 1910 bis 1933 sowie seit 1945 Mitglied der SPD und nach 1945 Ratsmitglied der Stadt Kiel. Von 1949 bis 1953 war er Mitglied des Deutschen Bundestages. Er ist als direkt gewählter Abgeordneter des Wahlkreises Oldenburg – Eutin/Süd in den Bundestag eingezogen.